# Pristis clavata
El pez sierra enano (Pristis clavata) es un pez de la familia Pristidae , que se encuentra en Australia tropical. Esta es la especie más pequeña de su familia.

## Hábitat
Habita zona costeras cercanas a la costa, incluyendo planicies de marea y sistemas de manglares a profundidades de 0 a 20 m. Es una especie generalista estuarina, capaz de tolerar ambientes de baja salinidad, con juveniles y subadultos conocidos en estuarios del norte de Australia y adultos que se cree que utilizan principalmente ambientes costeros.
Alcanza un tamaño máximo de al menos 318 cm de longitud total; los machos maduran a los 255-260 cm y se ha infierido la misma longitud de madurez para las hembras. 

## Reproducción
La reproducción es vivípara lecitotrófica (los embriones se desarrollan dentro de la madre y se nutren del vitelo del huevo, hasta que nacen como crías vivas) con tamaños de camada estimados de 1 a 13 crias, un ciclo reproductivo bienal y un tamaño al nacer estimado en aproximadamente 65 cm. Se estima que la edad de madurez de las hembras es de 8 años y la edad máxima es de 34 años.

## Conservación
Dentro de la Lista Roja de la UICN se clasifica a Pristis clavata como en peligro de extinción (Endangered). 